# عزت سعد
عضو مجلس إدارة الجمعية المصرية للقانون الدولي والمدير التنفيذي للمجلس المصري للشئون الخارجية، وسفير جهورية مصر العربية لدى روسيا الاتحادية سابقاً، ومحافظ الأقصر سابقاً، مساعد وزير الخارجية للشؤون الآسيوية من 2004 حتى 2006، ولد في 28 سبتمبر 1950.

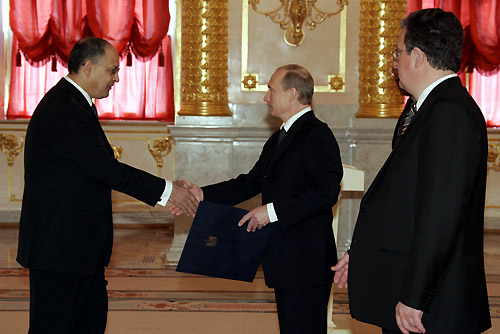
Vladimir Putin with Ezzat Saad El-Sayed

## المؤهلات العلمية
1. دكتوراه في القانون الدولى العام (تخصص القانون الدولى لحقوق الإنسان) جامعة عين شمس، القاهرة يوليو 1985.
2. ماجستير في القانون الدولى (دبلوم دراسات عليا في القانون العام 1973 – دبلوم دراسات عليا في القانون الدولى 1975)، جامعة عين شمس، القاهرة (1975).
3. ليسانس الحقوق، جامعة عين شمس، القاهرة (1972).

## اللغات الأجنبية
يتقن الدكتور عزت سعد اللغة الإنجليزية والفرنسية بطلاقة، إضافة للغة الأم العربية.

### الوظائف الدبلوماسية
1. مارس - سبتمبر 2010 مساعد وزير الخارجية لشـئون الأمريكتين ومنظمة الدول الأمريكية.
2. مارس 2006 – فبراير 2010 سفير جمهورية مصر العربية لدى روسيا الاتحادية وسفير غير المقيم لدى كل من بيلاروس، وجمهورية طاجيكستان، وجمهورية تركمنستان.
3. سبتمبر 2004 – فبراير 2006 مساعد وزير الخارجية لشئون آسيا، واستراليا ونيوزيلندا، وجزر المحيط الهادي.
4. سبتمبر 2000 –أغسطس 2004 سفير جمهورية مصر العربية لدى جمهورية اندونيسيا (سفير غير مقيم لدى بابوا نيوجينى).
5. أغسطس 1997 – سبتمبر 2000 نائب مساعـد وزيـر الخـارجيـة للشئون القانونية الدولية والمعاهدات.
6. عمل في سفارات مصر لدى كل من هولندا – بولندا – مابوتو – والمملكة العربية السعودية.

## الخبرات الإضافيّة
- عضو مجلس إدارة الجمعية المصرية للقانون الدولي.
- عضو المجلس المصري للشئون الخارجية.
- محافظ الأقصر(أغسطس2011 – يونيو2013).[1][2][3][4]
- رئيس مجلس إدارة النادي الدبلوماسي المصري في الفترة من ديسمبر 2004 إلى مارس 2006.
- رئيـس وفـد – وعضو وفـد - جمهورية مصر العربية لـدى العـديـد مـن المؤتمرات الـدوليـة والإقليمـية - التي عقدت في إطـار كـل مـن الأمم المتحدة، ووكالاتها المتخصصة، والمنظمات الإقليمية التي تتمتع مصر بعضويتها (الإتحاد الإفريقـى – جامعة الدول العربية) أو لديـها معها إتفـاق شـراكة (الإتحاد الأوروبى) – التي تناولـت قضـايا متنوعة سـياسية واقتصادية واجتماعية وقـانونية، بما فيـها: التكـامل الإقتـصادى، حـقـوق الإنسـان، حـقـوق الملكيــة الفـكريـة، الهجـرة واللجـوء، وقـانـون البحـار.
- رئيس الوفد المصري في المشاورات السياسية رفيعة المستوى مع مسئولي الدول والمنظمات الدولية التالية (أبريل – سبتمبر 2010): اتحاد دول الكاريبي، البرازيل، السلفادور، أورجواي، ترينداد وتوباجو، جرينادا، جمهورية الدومنيكان، سكرتارية منظمة تكامل دول أمريكا الوسطى (سيكا)، كوبا، نيكاراجوا.
- مبعوث مصر الخاص لحفل تنصيب الرئيس الكولومبي خوان مانويل سانتوس (بوجوتا، 6-7 أغسطس 2010).
- عضو وفد مصر في قمة الميركوسور (سان خوان، الأرجنتين 2-3 أغسطس 2010).
- رئيس وفد مصر في القمة العالمية حول مستقبل هايتي، التضامن ما بعد الكارثة (جمهورية الدومنيكان 2 يونيو 2010).
- رئاسة الجانب المصري في الدورة الأولى للجنة المصرية الفنزويلية المشتركة للتعاون الاقتصادي والفني والعلمي (القاهرة 17 و 18 مايو 2010).
- رئيس الوفد المصري في المشاورات السياسية رفيعة المستوى مع مسئولي الدول التالية (سبتمبر 2004 – فبراير 2006): اندونيسيا، الصين، الهند، اليابان، بنجلادش، بروناي، تايلاند، تركمنستان، طاجيكستان، سيريلانكا، فيتنام، قيرغيستان، كوريا الجنوبية، كازاخستان، ماليزيا، منغوليا، ميانمار، نيبال.
- رئيـس وفـد مصـر لـدى المؤتمر الـوزارى الأول، بشأن أفغانســـتان (لنـدن 31 يناير و1 فبراير 2006).
- رئيـس وفـد مصـر في اجتماعات لجنة التسيير الخاصة بحوار آسيا / الشرق الأوسط (AMED) التي عقدت خلال الفترة من أكتوبر 2004 حتى مطلع 2006 (مـا بيـن سنغافـورة، القـاهرة، وعمان / الأردن).
- رئيـس وفـد مصـر في اجتماع كبار المسئولين لمنتدى التعاون الصينـى – الأفـريقـى (بكين 21/28 أغسطس 2005).
- نائب رئيس الوفد المصري للقمة الاسيوية – الأفريقية (باندونج، اندونيسيا 22-23 أبريل 2005 التي عقدت في الذكري الخمسين للمؤتمر الاسيوي الأفريقي- باندونج، 18-24 أبريل 1955).
- نائب رئيس الوفد المصري للمؤتمر الوزاري للمنظمات دون الإقليمية الاسيوية – الأفريقية (باندونج، اندونيسيا 29-30 يوليو 2003).
- رئـيس وفـد مصـر في اجتماع الخبراء لإعداد ومراجعة مشروع المعاهدة المؤسسة للاتحاد الأفريقى، والبروتوكول المؤسس للبرلمان الأفـريقـى (أبريل / يونيو 2000) أديس أبابا – طرابلس / ليبيا.
- عضو وفـد مصـر لـدى اجتماع المجلس الوزارى وقمة منظمة الوحدة الأفريقية السادسة والثلاثون (لومى توجـو 6 / 12 يوليو 2000).
- رئـيس وفـد مصـر لـدى المؤتمر الدبلوماسي لاعتماد معاهدة قانـون بـراءات الاختراع (جنيف 14/21 مايو 2000).

رئـيس وفـد مصـر في المؤتمر الوزارى (الأول) لمنظمة الوحدة الأفـريقيـة (الإتحــاد الإفـريقـى) حـول حـقـوق الإنسان(موريشيوس 11/17 أبريل 1999).

## الخبرة الاكاديمية
1. محـاضـر فـى موضوعات الـقـانـون الـدولى الـعـام والمنظمـات الـدوليـة والتحليل السياسي أمــام عدد من الجـامعـات والمعاهد المصرية (عـين شـمس – الـقـاهـرة – الأزهــر– معهد الدراسات الدبلوماسية بوزارة الخارجية) جامعه قناه السويس - جامعه المنصوره منذ عـام 1986 وحتـى الآن.

- مؤلـفـات ودراســات اكـاديـمـية منشــورة:

1. حـمـايـة حـقـوق الإنسـان فـى ظـل التنظيـم الـدولـى الإقليمـى الـقـاهــرة – 1985 (رسالة لنيل الدكتوراه في القانون الدولى العام – جامعة عين شمس).
2. قـانـون المعاهـدات والإتفاقيات الدولية لحمـاية حقـوق الإنسان – المجلة المصرية للقانـون الدولـى – مجلـد (39) لسنة 1983- ص ص 256- 310 .
3. حماية الأقليات في ظل التنظيم الدولى المعاصر – المجلة المصرية للقانون الدولى – مجلد (42) لسنة 1986 ص ص 15-72 .
4. إفريقيا والتسوية القانونية للمنازعات الدولية – مجلة السياسة الدولية – مركز الأهرام للدراسات الإستراتيجية – عدد (93) – يوليو/ سبتمبر 1988 – السنة الرابعة والعشرون ص ص 91 إلى 103
5. المنظور الشرق اوسطى للإرهاب والعلاقات مع الغرب- تقرير منشور في: VAN ZORGE Reportحول اندونسيا – المجلد السادس – العدد (1) – 12يناير 2004 ص ص 22-24(محاضرة باللغة الإنجليزية)
6. التحديات أمام مكانة روسيا في الاستراتيجية العالمية- مجلة السياسة الدولية- مركز الاهرام للدراسات الاستراتيجية- عدد (195)- يناير/ مارس 2014 ص ص 88- 91
7. روسيا وأمن الشرق الأوسط..بين الإرهاب وإيران (ملف العدد- الأمن العربي تحت التهديد) مجلة السياسة الدولية - مركز الاهرام للدراسات الاستراتجية – عدد 201 يوليو- سبتمبر 2015 ص ص 110-115.
8. الولايات المتحدة وروسيا بين التقارب والتباعد (ملف العدد: «مباراة دولية» جديدة في الشرق الأوسط) مجلة السياسة الدولية - مركز الاهرام للدراسات الاستراتجية – عدد 203 يناير 2016 ص ص 104-107.

## لقاءات تلفيزيونية
- «لقاء مع السفير / عزت سعد - مساعد وزير الخارجية الأسبق 28-1-2016»
- «حوار السفير عزت سعد والدكتورة مارجريت عازر في القاهرة 360 فقط وحصريا علي #القاهرة_والناس»
- «تقييم السياسة الخارجية لمصر.. السفير عزت سعد ـ في السادة المحترمون»
- «صباح ON ـ السفير عزت سعد: يمكن لروسيا اتخاذ قرار بوقف مد انبوب الغاز من شرق روسيا إلى تركيا»
- «الحياة اليوم - السفير عزت سعد | ارتداء الرئيس السيسي وبوتين لنفس الزي لوجود علاقة شخصية قوية»
- «الحياة اليوم - السفير عزت سعد: بوتين عرف كيف يصحح مسار العلاقات مع تركيا بعد حادث الطائرة»
- «الدعم الروسي لمصر وتحقيق سياسة دولية متوازنة.. السفير عزت سعد - في السادة المحترمون»
- «صباح ON - تحليل لحادث إسقاط تركيا للطائرة الروسية.. السفير عزت سعد»
- «عين على البرلمان - السفير/عزت سعد» الغرب أدرك قيمة مصر الحقيقية بالمنطقة وانعكس ذلك بزيارته ""
- «الحياة اليوم - السفير عزت سعد: الاجراءات التي اتخذها بوتين ضد تركيا ستؤثر سلباً على تركيا»
- «لقاء مع السفير عزت سعد مساعد وزير الخارجية الاسبق ومدير المجلس المصرى للشئون الخارجية 5-4-2017»
- «الحياة اليوم - السفير عزت سعد: أري زيارة الرئيس السيسي تسويق لإمكانيات مصر بعد قناة السويس الجديدة»
- «السفير عزت سعد: هناك تحقيقات فنية والصندوق الأسود سيكشف الأسباب في حادث سقوط الطائرة الروسية»
- «في دائرة الضوء | لقاء السفير عزت سعد سفير مصر الاسبق بموسكو»

## وصلات خارجية
1. المجلس المصري للشؤون الخارجية
2. الجمعية المصرية للقانون الدولي
3. النادي الدبلوماسي المصري